# Jerzy Kosinski

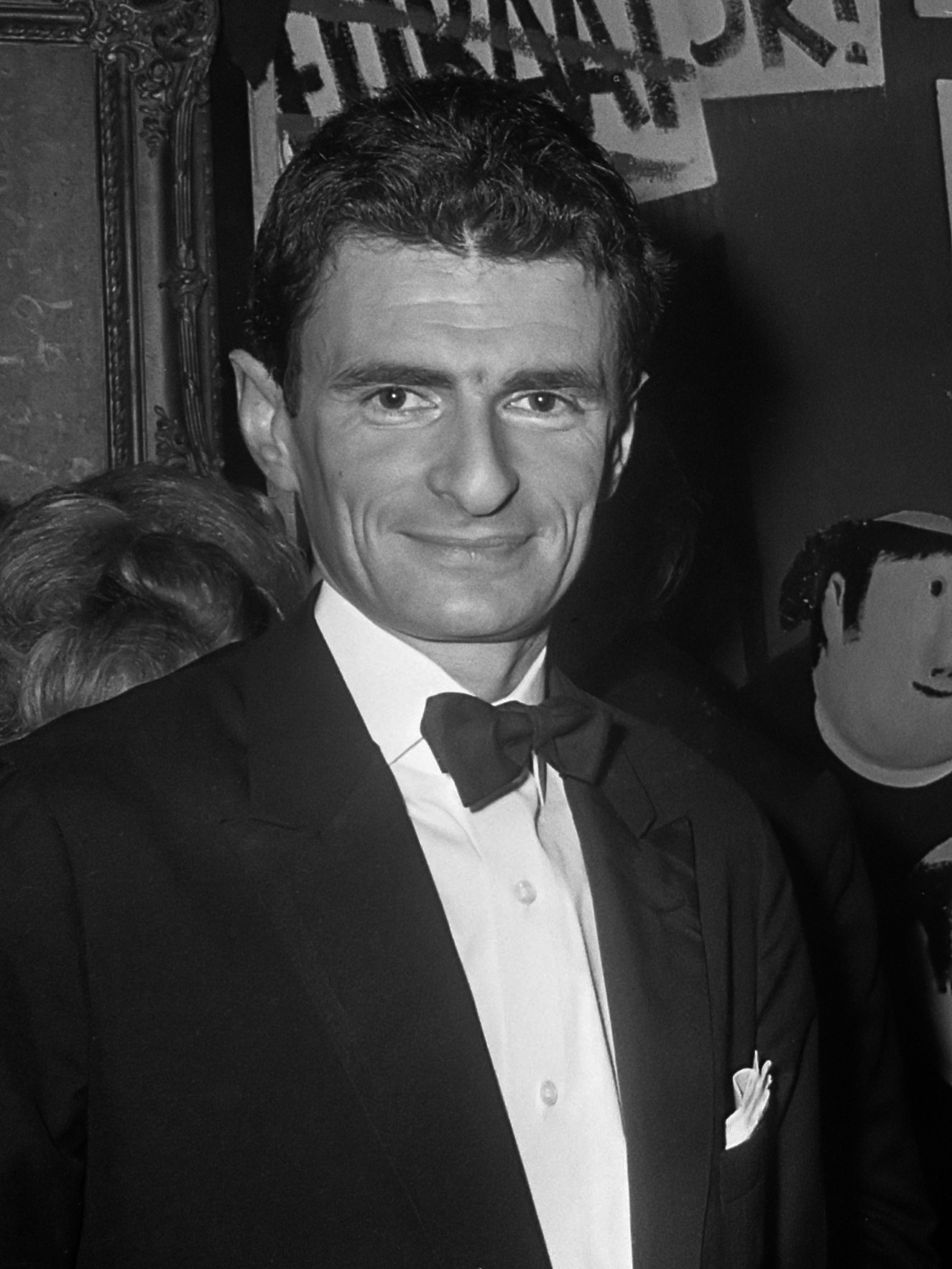
Jerzy Kosinski (1969)

Jerzy Nikodem Kosinski (ook: Kosiński) (Łódź, 14 juni 1933 – New York, 3 mei 1991) was een Amerikaanse schrijver van Joods-Poolse afkomst.

## Biografie
Kosinski werd geboren als Jerzy Lewinkopf in het Joods-Poolse gezin van Moses en Elzbieta Lewinkopf. In 1939 veranderde zijn vader wegens het antisemitisme zijn achternaam in het Pools klinkende Kosiński. Het gezin verhuisde naar het oosten van Polen en fingeerde niet-Joods te zijn. Anders dan vele andere Joodse kinderen overleefde Kosinski de Tweede Wereldoorlog in relatieve veiligheid bij een rooms-katholiek gezin in Polen waar hij onderdook, mede dankzij een vervalst doopbewijs dat een katholieke priester voor hem afgaf. Na de oorlog werd Kosinski met zijn ouders herenigd. Zijn vader koos partij voor de communisten waardoor Kosinski een tamelijk onbezorgde jeugd had. Hij studeerde af aan de universiteit van Łódź, zowel in de geschiedenis als in de politieke wetenschappen.

### Huwelijk in 1957
In 1957 vertrok Kosinski naar de Verenigde Staten waar hij in 1962 trouwde met de 18 jaar oudere Mary Hayward Weir, erfgename van een puissant rijke familie van industriëlen uit de staalindustrie. In 1966 eindigde het huwelijk in een scheiding. Kosinski hertrouwde in 1968 met Katherina von Fraunhofer, telg uit een familie die sinds 1821 deel uitmaakte van de Beierse adel.

### Geverfde vogel
Kosinski verwierf bekendheid door zijn romans The Painted Bird (in het Nederlands verschenen als De geverfde vogel) en Being There (Aanwezig). 'De geverfde vogel' gaat over een Joodse jongen die tijdens de Tweede Wereldoorlog rondzwerft over het Poolse platteland. De titel verwijst naar een primitief gebruik waarbij een vogel gevangen wordt en vervolgens met felle kleuren beschilderd, waarna de vogel teruggezet wordt bij zijn soortgenoten. Die herkennen de geverfde vogel niet en verstoten hem, desnoods met geweld. Aanwezig werd enige tijd na het verschijnen verfilmd door Hal Ashby, met Peter Sellers in de hoofdrol.
Tijdens zijn leven suggereerde Kosinski dat The Painted Bird gebaseerd was op zijn eigen ervaringen tijdens de oorlog. Tegenwoordig wordt aangenomen dat de geschiedenis als beschreven in deze roman fictief is. Zo ontdekte men dat Kosinski tijdens de oorlog nimmer over het Oost-Europese platteland rondzwierf, maar bij een gezin was ondergedoken.

### Plagiaat
In juni van 1982 werd Kosinski van het plegen van plagiaat beschuldigd. Veel van zijn werk zou hij uit Poolse bronnen hebben gehaald waarmee de Engelstalige lezer onbekend was. Zo zou Being There opvallend sterke gelijkenissen vertonen met Kariera Nikodema Dyzmy, een Poolse bestseller geschreven door Tadeusz Dołęga-Mostowicz die in Polen grote bekendheid geniet. Daar nog eens bovenop zou Kosinski gebruikmaken van assistenten die grote delen van zijn werk schreven zonder daarvoor een correcte erkenning te krijgen.
Kosinski beantwoordde deze kritiek door het boek The Hermit of 69th Street (1988) te schrijven. Om aan te tonen welk een absurditeit het is om een volledige bronvermelding te eisen, voegde Kosinski aan vrijwel elk begrip in het boek een voetnoot toe.
Toen Joanna Siedlecka in een boek het werkelijke leven van Kosinski gedurende de Holocaust beschreef, ontstond er kritiek. Zij toonde aan dat zijn leven diametraal tegenover de voorstelling ervan – als beschreven in The Painted Bird - stond.

### Zelfmoord
Een jaar voor zijn overlijden gaf Jerzy Kosinski een lezing voor het John Adams Institute in Amsterdam in het West-Indisch Huis. De belangstelling voor zijn lezing was groot. 
Op 3 mei 1991 beëindigde Kosinski vroegtijdig zijn leven. Speculaties van de roddelpers werden ontkracht door een in het rapport van de lijkschouwer geciteerde nagelaten notitie van Kosinski's hand: Ik ga mijzelf nu in slaap brengen voor wat langer dan normaal. Noem de termijn maar eeuwigheid. (I am going to put myself to sleep now for a bit longer than usual. Call the time Eternity., als verschenen in Newsweek 13 mei 1991).
Kosinski werd bijna 58. Zijn laatste levensjaren kenmerkten zich door een slechte gezondheid en een schrijversblok.